# Süleyman Demirci
Süleyman Demirci (ur. 15 października 1992) – turecki zapaśnik walczący w stylu klasycznym. Zajął 26. miejsce na mistrzostwach świata w 2018. Szesnasty w indywidualnym Pucharze Świata w 2020. Czwarty w Pucharze Świata w 2017 i piąty w 2014. Brązowy medalista Igrzysk Solidarności Islamskiej w 2017. Trzeci na ME juniorów w 2012. Piąty na Uniwersjadzie w 2013 roku.